# Boomerang (canção de Lali Espósito)
"Boomerang" é uma canção que compõe o segundo álbum de estúdio, Soy, da cantora argentina Lali Espósito, escolhida para ser o segundo single do disco. A música foi composta por Ayak Thiik e Will Simm, traduzida para uma versão em espanhol pela própria intérprete e os produtores do álbum que integram a 3musica.

## Antecedentes
Lali havia confirmado o título da faixa em uma entrevista realizada ao programa "Animales Sueltos" em 11 de março de 2016. Foi lançado juntamente com o álbum completo em 20 de maio de 2016, sendo enviado para as rádios em 04 de setembro de 2016.

## Conceito
Liricamente, a canção retrata críticas e falácias constantes que a cantora enfrenta no seu dia a dia. A partir do ano de 2015, Espósito se tornou a artista da Argentina mais falada tanto no país quanto no exterior, sendo que muitas das vezes circulavam notícias falsas sobre sua vida nos meios de comunicações, além de que seu romance com o ator Mariano Martínez, com término em 2016, sofreu muita atenção dos holofotes e duras perseguições por parte da imprensa. Estes e outros motivos ocasionaram a construção desta faixa como uma crítica.

## Performances ao vivo
Lali apresentou um medley entre os singles Único, Soy e Boomerang no programa televisivo "Susana Gimenez" no dia 7 de agosto de 2016. A segunda apresentação deste single ocorreu no dia 14 de agosto de 2016 no show filantropo "Un Sol para Los Chicos 2016", programa da Unicef Argentina, juntamente com outras canções. Espósito também performou a faixa em um showcase no lançamento do aplicativo "Coca-Cola For Me" da Coca-Cola Argentina.
No final de outubro a cantora apresentou a música pela primeira vez no canal El Trece, no programa Showmatch juntamente com o single antecessor da mesma.

## Prêmios e indicações
| Ano  | Premiação      | Categoria          | Resultado |
| ---- | -------------- | ------------------ | --------- |
| 2016 | Prêmios Quiero | Melhor coreografia | Venceu    |

## Histórico de lançamento
| País    | Data                   | Formato                     | Editora discográfica     |
| ------- | ---------------------- | --------------------------- | ------------------------ |
| Espanha | 04 de setembro de 2016 | Contemporary hit radio      | Sony Music Entertainment |
| Mundo   | 20 de maio de 2016     | Download digital, Streaming | Sony Music Entertainment |